# Avenida Juan B. Justo

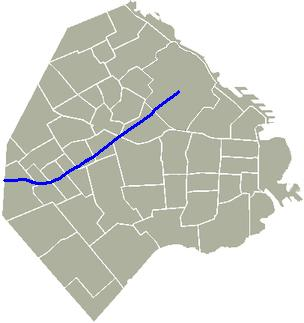
Verlauf der Avenida Juan B. Justo

Die Avenida Juan B. Justo ist eine der Hauptverkehrsstraßen in der argentinischen Hauptstadt Buenos Aires. Jenseits der Stadtgrenze verläuft sie weiter bis zum Partido Tres de Febrero. Die Avenida wurde nach dem argentinischen Politiker Juan B. Justo, Mitbegründer der Sozialistischen Partei Argentiniens benannt.

## Beschreibung
Die Avenida Juan B. Justo ist eine der längsten Straßen der Stadt, verläuft von Osten nach Westen und durchquert dabei zehn Stadtteile:
Sie beginnt in Palermo, führt dann über Villa Crespo, Caballito, Villa General Mitre, Villa Santa Rita, Floresta, Vélez Sársfield, Villa Luro und  Versalles nach Liniers.
Sie überquert dabei u. a. folgende wichtige Straßen: Avenida Córdoba, Avenida Corrientes, Avenida Warnes, Avenida Honorio Pueyrredón, Avenida San Martín, Avenida Lope de Vega und die Avenida General Paz.
Die Avenida wurde in drei Abschnitten gebaut: Der erste Bauabschnitt zwischen den Avenidas Santa Fe und Nazca wurde am 9. Juli 1937 eingeweiht. Danach wurde sie bis zur Avenida Segurola weitergebaut, als letztes folgte der Abschnitt zur Avenida General Paz, der zwischen 1950 und 1953 gebaut wurde.
Bei ihrer Eröffnung erhielt sie zunächst ihren heutigen Namen. 1950 wurde sie umbenannt in Avenida 17 de Octubre, 1955 erfolgte die Rückbenennung in den ursprünglichen Namen.